# Planina v Lazu
Planina v Lazu (1560 mnm) je gorska planina v Julijskih Alpah nad Bohinjskim jezerom, zahodno od Pokljuke. Obkrožajo jo dvatisočaki Kreda (2025 m), Slatna (2077 m), Prvi (2181 m), Srednji (2.227 m) in Zadnji Vogel (2327 m) na zahodu, Debeli vrh (2390 m) na severu, Ogradi (2087 m) na vzhodu, medtem ko jo na jugu zapira nekoliko nižja Žagarjeva glava (1633 m). Pod njo je bilo najdeno kurišče iz obdobja mezolitika; le-to sodi med najstarejše sledi človeka v Julijskih Alpah. 
Laz sodi med najprvobitnejše planine na tem območju. Pastirske stavbe so grajene na lesenih koleh, bivalni del se nahaja nad prostorom za živino. Čez planino vodi turistična sirarska pot. 
Planina je poleg tega del mednarodne Železne poti, ki jo na območju Slovenije vodi Gorenjski muzej v obliki Po sledeh bronastega zvonca. Severno od nje pod Debelim vrhom so bili najdeni ostanki rudarjenja z okroglimi površinskimi jamami. 
Preko poletja je planina pašnik za ovce in krave. Ima svoj izvir vode (studenec). Na planini je mnogo let počitnikoval slovenski pesnik Dane Zajc.
Za mnoge je to najlepša planina v Bohinju in okolici.
Največ pohodnikov in planincev dostopa do planine iz planine Blato oziroma Planine pri Jezeru nad Bohinjem.